# 백형훈
백형훈(1987년 3월 2일 ~ )은 대한민국의 뮤지컬 배우, 가수이다. 2010년 뮤지컬 '화랑'으로 데뷔했다.

## 방송
- 팬텀싱어 1 (2016) - 3위